# Fergus il Pitto
Fergus il Pitto o Fergustus Pictus (fl. 721) è stato un vescovo scozzese.
Fu presente al Concilio di Roma del 721 organizzato da papa Gregorio II. Il suo nome è registrato come «Fergustus episcopus Scotiae Pictus». Viene spesso identificato con lo scozzese San Fergusto, e col Fregus della Vita Sancti Kentigerni, ma la sola prova a supporto è la coincidenza del nome, che al tempo era uno dei nomi più diffusi in Scozia e Irlanda.